# Osem

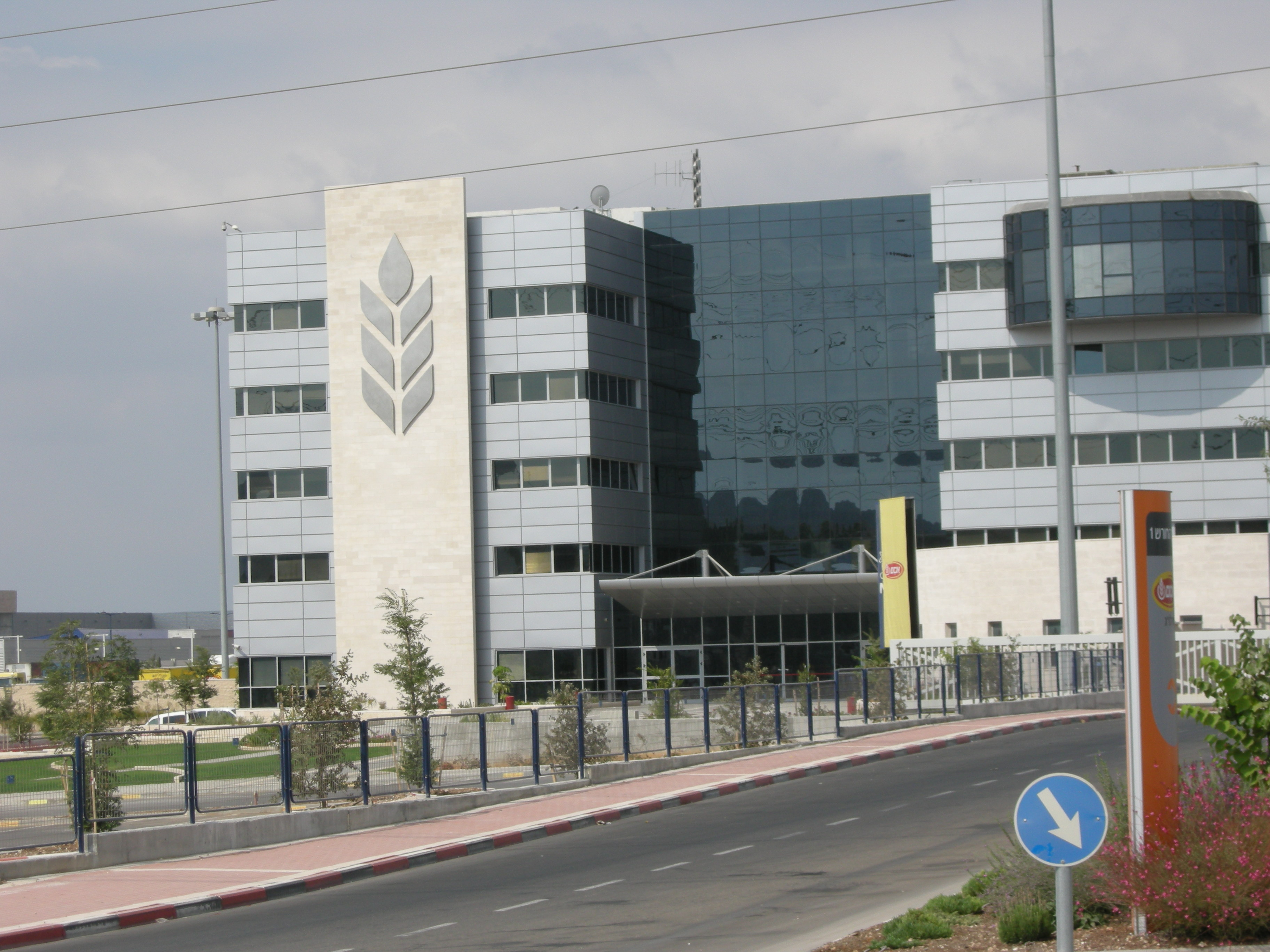
Osems fabrik i Modi'in, Israel

Osem (hebreiska אסם) är Israels ledande livsmedelskedja. Osem tillverkar framförallt kakor, frukostflingor och chips. Osem grundades 1942 i Palestina av Ivgen Propper, Dr. Franz Klein, Yaakov Lorsh, Azriel Wihl, Shimshon Wilmersdorf, Moshe Katzman och Eliyahu Harpak, under mottot "Sju är bättre än en". 
Inledningsvis tillverkade Osem spaghetti, nudlar och makaroner. Numera tillverkar företaget även kakor, bakelser i dagligvaruhandel, chips, ostbågar, dagsfärskt bröd och andra veteprodukter. Osems varor produceras över hela världen och säljs bland annat i Sverige i utvalda butiker.
Sedan 1995 samarbetar Osem med Nestlé och har med anledning av samarbetet grundat en fabrik samt ett forskningscenter i staden Sderot.